# Hukvaldy
Obec Hukvaldy (německy Hochwald) leží v okrese Frýdek-Místek v Moravskoslezském kraji, v předhůří Moravskoslezských Beskyd. Skládá se z pěti částí: Hukvald, Horního Sklenova, Dolního Sklenova, Rychaltic a Krnalovic. V obci žije přibližně 2 200 obyvatel. Nejstarší zmínka o Hukvaldech pochází z části Sklenov z roku 1294 a Rychaltic z roku 1394. Hukvaldy jsou poslední čistě lašská obec v centru Lašska, a vévodí jim třetí největší hradní zřícenina v České republice. V místní oboře, založené v 16. století, prý čerpal inspiraci pro svou operu Příhody lišky Bystroušky hudební skladatel a hukvaldský rodák Leoš Janáček. Rychalticemi prochází dálnice D48. Obec je aktivně zapojena ve Spolku pro obnovu venkova, Sdružení měst a obcí povodí Ondřejnice, Beskydy-Valašsko, Lašská brána, v Místní akční skupině Pobeskydí a ve svazu měst a obcí ČR.

## Členění obce
Hukvaldy se člení na pět částí, které leží na dvou katastrálních územích:
- k. ú. Sklenov – části Hukvaldy, Dolní Sklenov a Horní Sklenov
- k. ú. Rychaltice – části Rychaltice a Krnalovice

## Pamětihodnosti
Na kopci nad obcí stojí zřícenina hradu Hukvaldy. Hrad byl založen Arnoldem z Hückeswagenu v první polovině 13. století na popud krále Přemysla Otakara I. (1197–1230).
Další památky:
- arcibiskupský zámeček Hukvaldy
- kovové oplocení parku u areálu arcibiskupského zámečku Hukvaldy
- socha sv. Floriána
- socha sv. Jana Nepomuckého
- krucifix u kostela sv. Maxmiliána
- obora s rybníkem a cestami
- sousoší Panny Marie
- park u arcibiskupského zámečku Hukvaldy
- kašna u arcibiskupského zámečku Hukvaldy
- kostel sv. Maxmiliána
- kaple sv. Ondřeje
- dům Hukvaldy, č.p. 81
- venkovská usedlost Hukvaldy, Hukvaldy, č.p. 14
- venkovské domy čp. 64, 46, 52, č.ev. 113
- památník Leoše Janáčka
- vodní mlýn
- větrný mlýn
- kostel sv. Maxmiliána
- pivovar
- škola s pamětní deskou
- přírodní památka Hukvaldy

## Osobnosti a udělená čestná občanství obce Hukvaldy
V budově místní školy se jako deváté z třinácti dětí narodil 3. července 1854 hudební skladatel Leoš Janáček (1854–1928). Ten v posledním roce svého života se o svém rodišti (Hukvaldech) vyjádřil (v článku „Moje Lašsko“) slovy: „Kraj krásný, lid tichý, nářečí měkké, jak by máslo krájel.“
Osobnosti s čestným občanstvím Obce Hukvaldy
- 1909 Albertu Holmanovi, řediteli Hukvaldského panství
- 1909 Janu Smolíkovi, rodákovi a dlouholetému starostovi obce
- 1917 Leoši Janáčkovi, slavnému rodákovi a hudebnímu skladateli
- 1931 Leopoldu Svitákovi, spolutvůrci automobilu Präsident
- 1935 Janu Sobotíkovi, rodákovi a dlouholetému starostovi obce, za jeho působení zde byla zavedena elektřina
- 1936 Leopoldu Prečanovi, olomouckému arcibiskupovi, který daroval obci kostelní zvony
- 1945 Josefu Ondříčkovi, dolnosklenovskému mlynáři
- 1969 Janu Václavu Sládkovi, malíři a spisovateli
- 1994 Prof. Václavu Klausovi, premiéru vlády České republiky za náklonnost k dílu Leoše Janáčka a k obci Hukvaldy
- 2006 Livii Klausové, svého času první dámě České republiky za úctu, díky při šíření dobrého jména, podporu obce Hukvaldy a také každoroční převzetí záštity nad Mezinárodním hudebním festivalem Janáčkovy Hukvaldy.
- 2018 Antonínu Kročovi, akademickému malíři za jeho uměleckou práci, vřelý vztah k rodnému místu, celoživotní přínos a reprezentaci obce

## Obyvatelstvo
| Rok        | Muži (do 15 let) | Muži 15+ | Ženy (do 15 let) | Ženy15+ | Změna | Celkem |
| 01.01.2021 | 217              | 883      | 175              | 897     | 49    | 2 172  |
| 01.01.2020 | 195              | 871      | 160              | 897     | 19    | 2 123  |
| 01.01.2019 | 182              | 868      | 159              | 895     | 12    | 2 104  |
| 01.01.2018 | 170              | 865      | 154              | 903     | 22    | 2 092  |
| 01.01.2017 | 159              | 870      | 145              | 896     | 39    | 2 070  |
| 01.01.2016 | 155              | 851      | 143              | 882     | 14    | 2 031  |
| 01.01.2015 | 150              | 853      | 142              | 872     | 28    | 2 017  |
| 01.01.2014 | 142              | 846      | 133              | 868     | −12   | 1 989  |
| 01.01.2013 | 141              | 847      | 133              | 880     | 34    | 2 001  |
| 01.01.2012 | 130              | 836      | 126              | 875     | 19    | 1 967  |
| 01.01.2011 | 127              | 818      | 123              | 872     | 20    | 1948   |
| 01.01.2010 | 124              | 818      | 112              | 864     | 31    | 1918   |

## Kultura

### Hudební festivaly
- Mezinárodní hudební festival Leoše Janáčka (The Leoš Janáček International Music Festival) Obec Hukvaldy partnerské město a finanční podpora festivalu.
- Mezinárodní festival adventních a vánočních zvyků, koled a řemesel (International Festival of Advent and Christmas Traditions, Carols and Handicrafts) Obec Hukvaldy partner festivalu a finanční podpora.
- Kryštof kemp
- Rock Bike Fest

### Národopisné soubory
- Gajdušek – cimbálová muzika
- Lašánek – dětský národopisný soubor
- SLPT Hukvaldy – soubor lidových písní a tanců

## Zajímavosti adoprava
- V obci je hukvaldská pekárna[4]
- Mezi Hukvaldy a Kozlovicemi jezdil vláček Podhoráček. Jeho činnost byla k 15. červenci 2017 ukončena[5]

- V úterý 1. května 1900 se v Rychalticích, místní části Hukvald, stala v tehdejším Rakousku-Uhersku první automobilová nehoda ve střední Evropě, při které zemřel člověk

- Na Hukvaldy se lze dostat autem i autobusem. Autobusem linkou městské hromadné dopravy 305 z nedalekého Frýdku-Místku, z Ostravy linkou 371, 372 a 376 přímo z ostravského autobusového nádraží (UAN), nebo z Kopřivnice linkou 639 přímo z kopřivnického autobusového nádraží
- Po obci Hukvaldy se jmenuje vnitrostátní vlak R 640 (Bohumín – Praha) a 641 (Praha – Bohumín) k 31. 11. 2020
- V roce 2021 byla v obci zřízena Obecní policie Hukvaldy[6]

## Fotogalerie

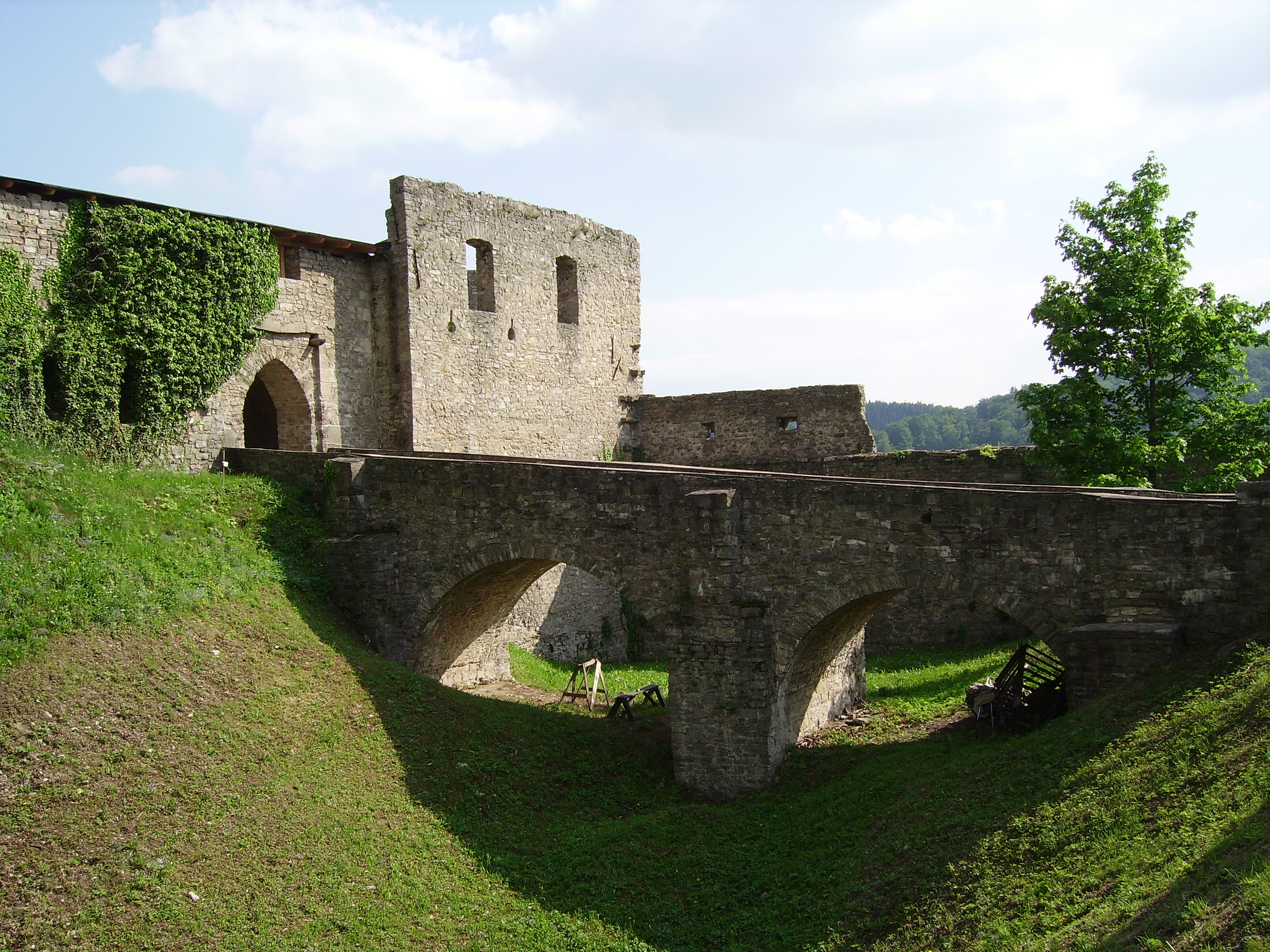
Hrad Hukvaldy
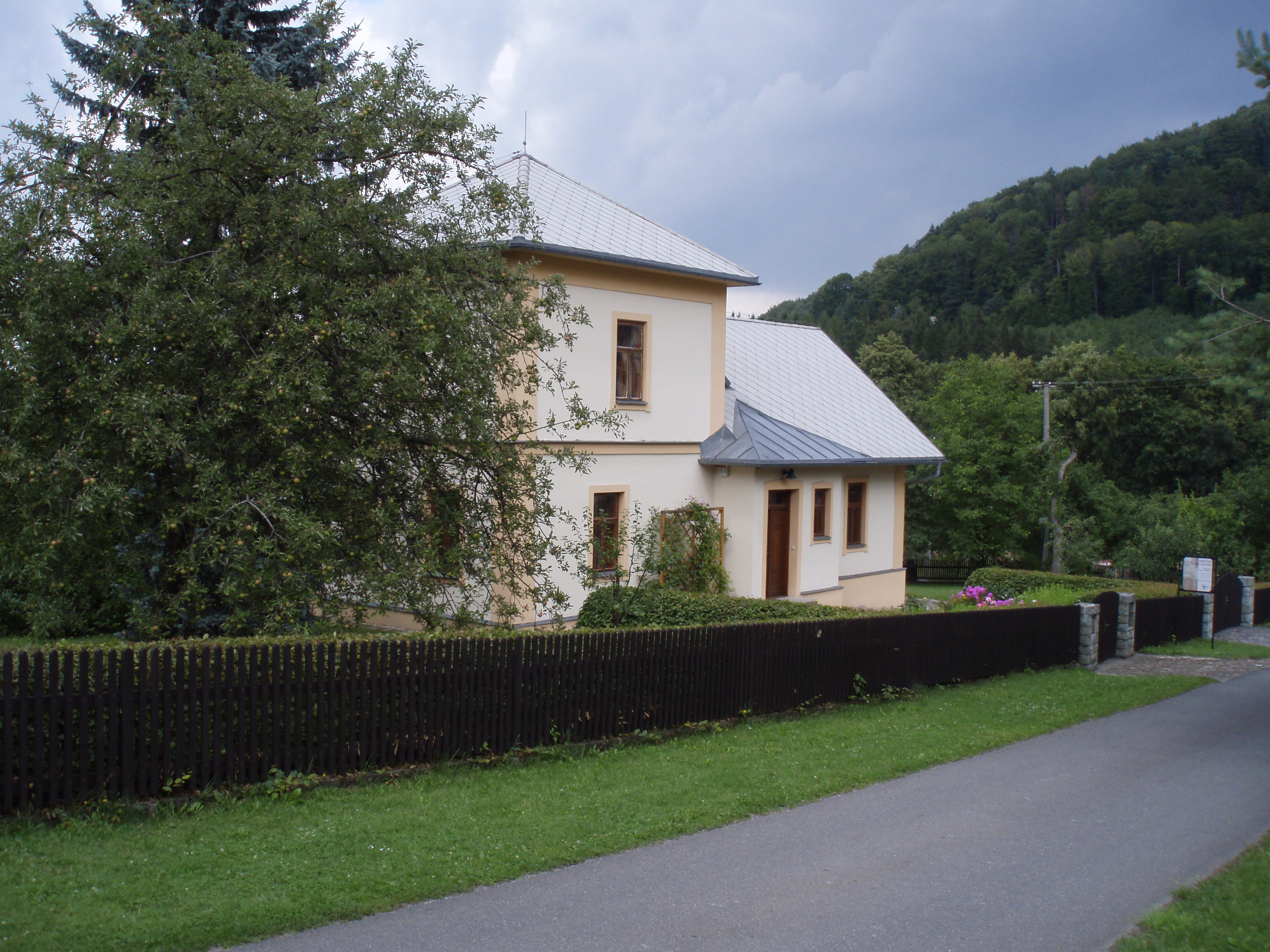
Dům Leoše Janáčka
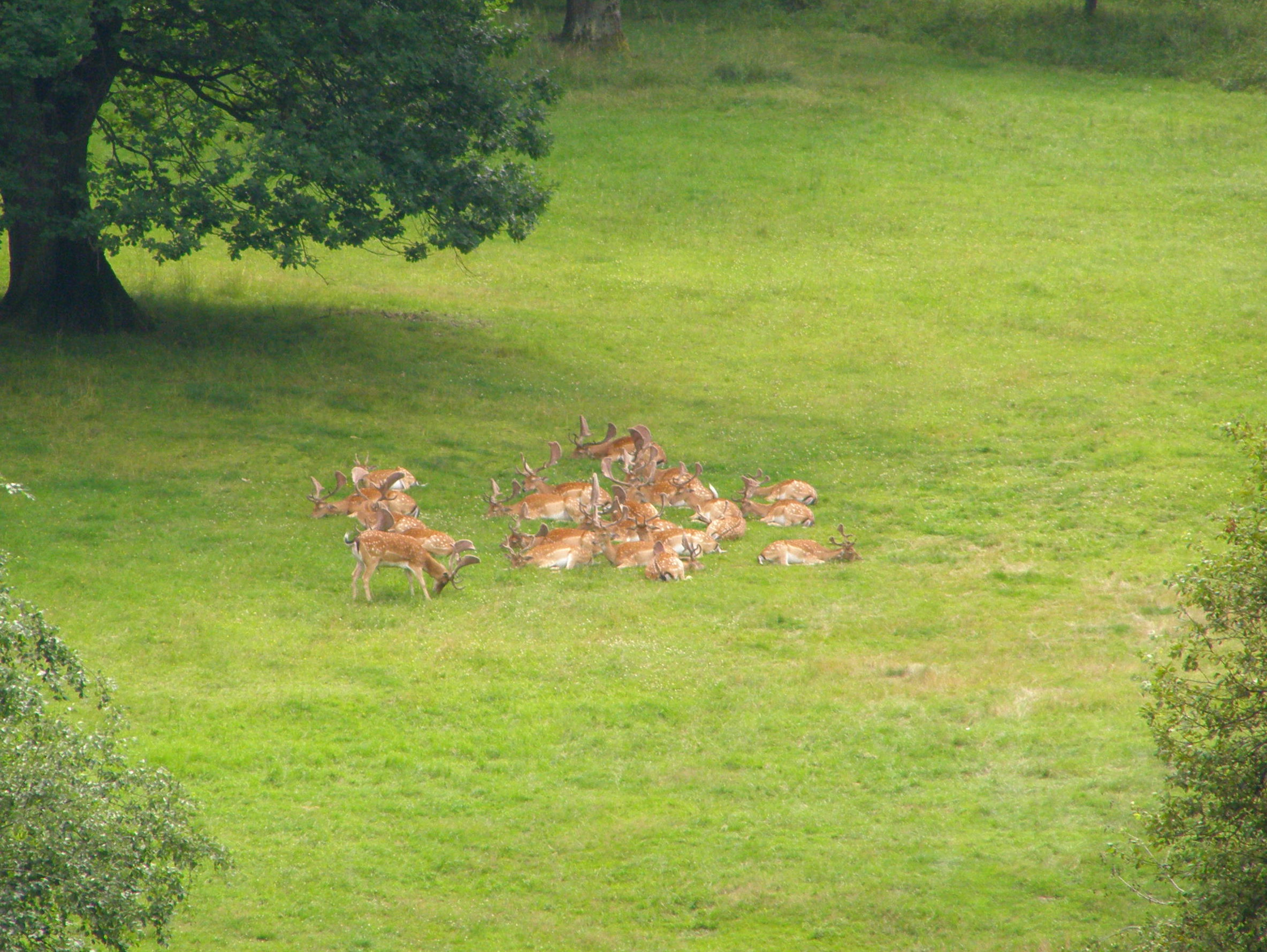
Stádo daňků v hukvaldské oboře
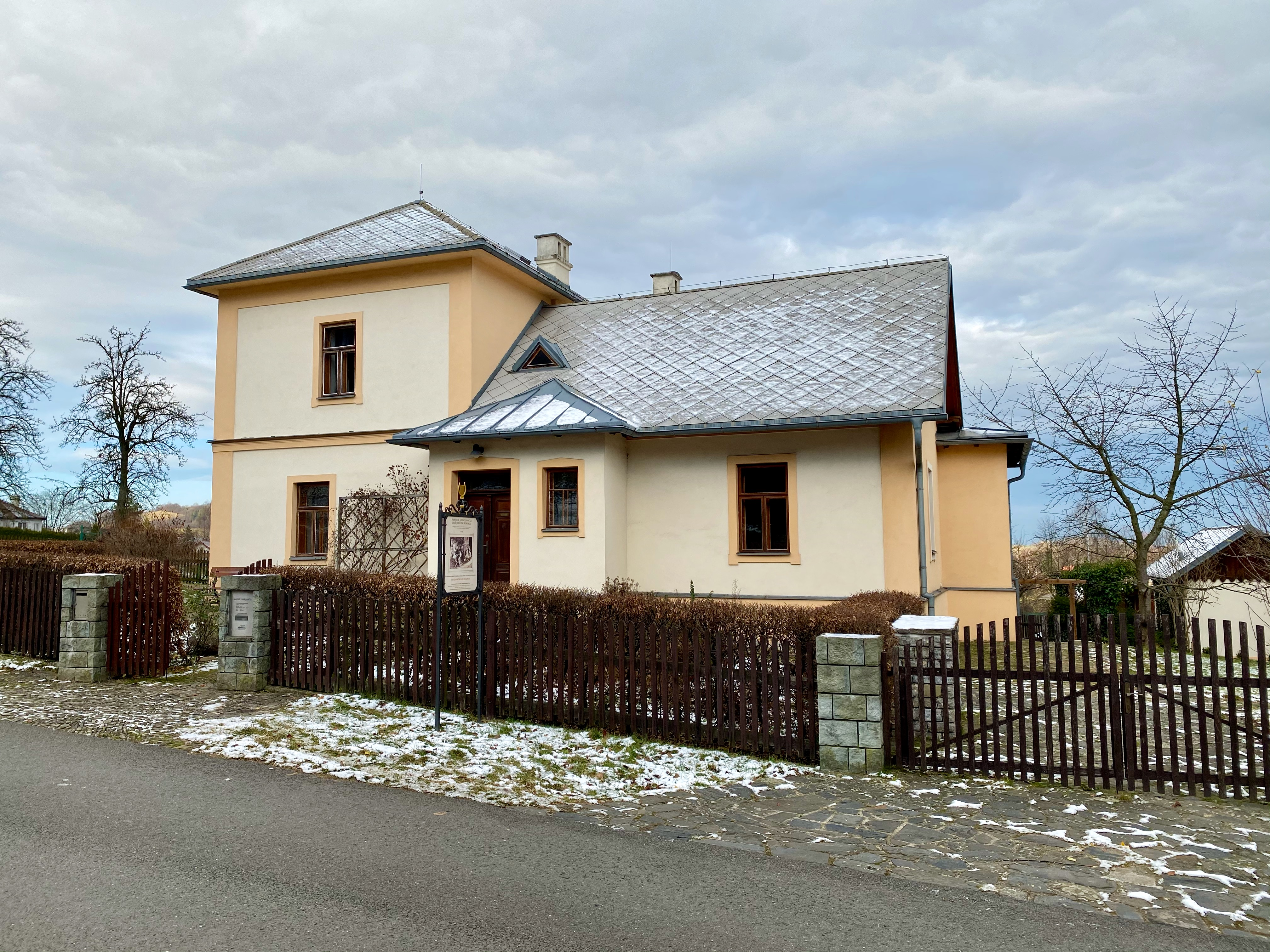
Památník Leoše Janáčka
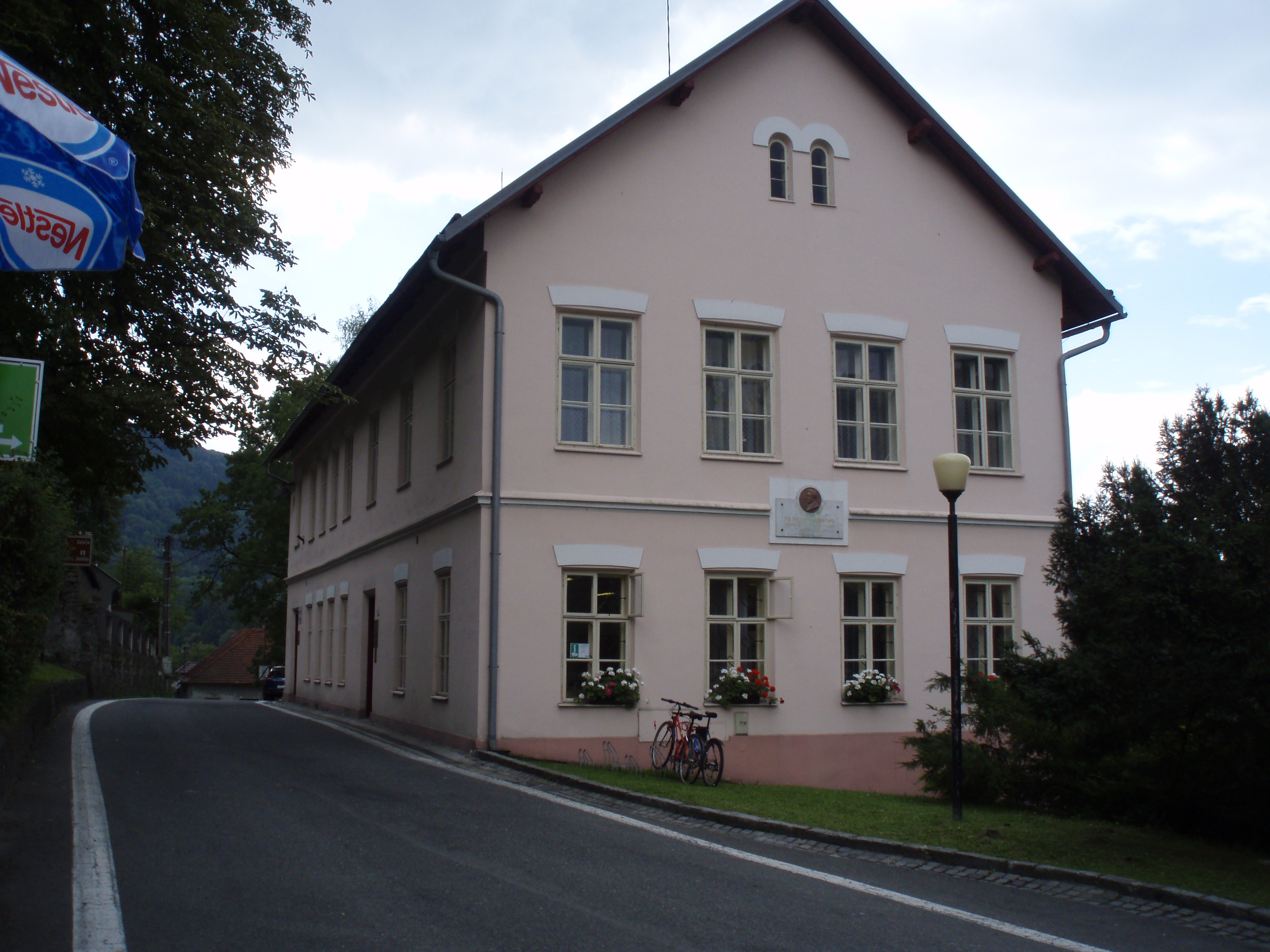
Rodný dům Leoše Janáčka s informačním centrem
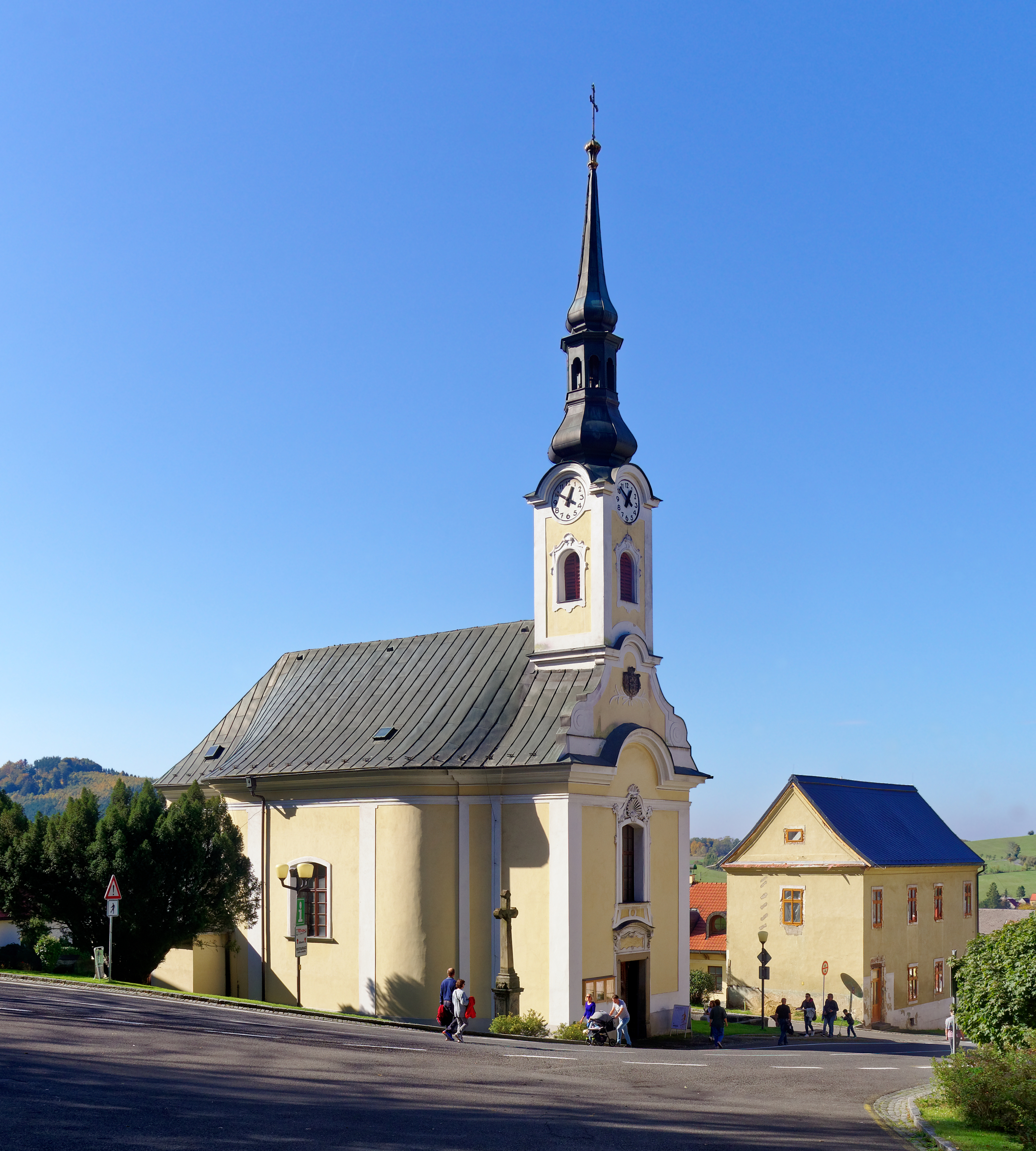
Kostel sv. Maxmiliána, vedle kavárna fara Hukvaldy
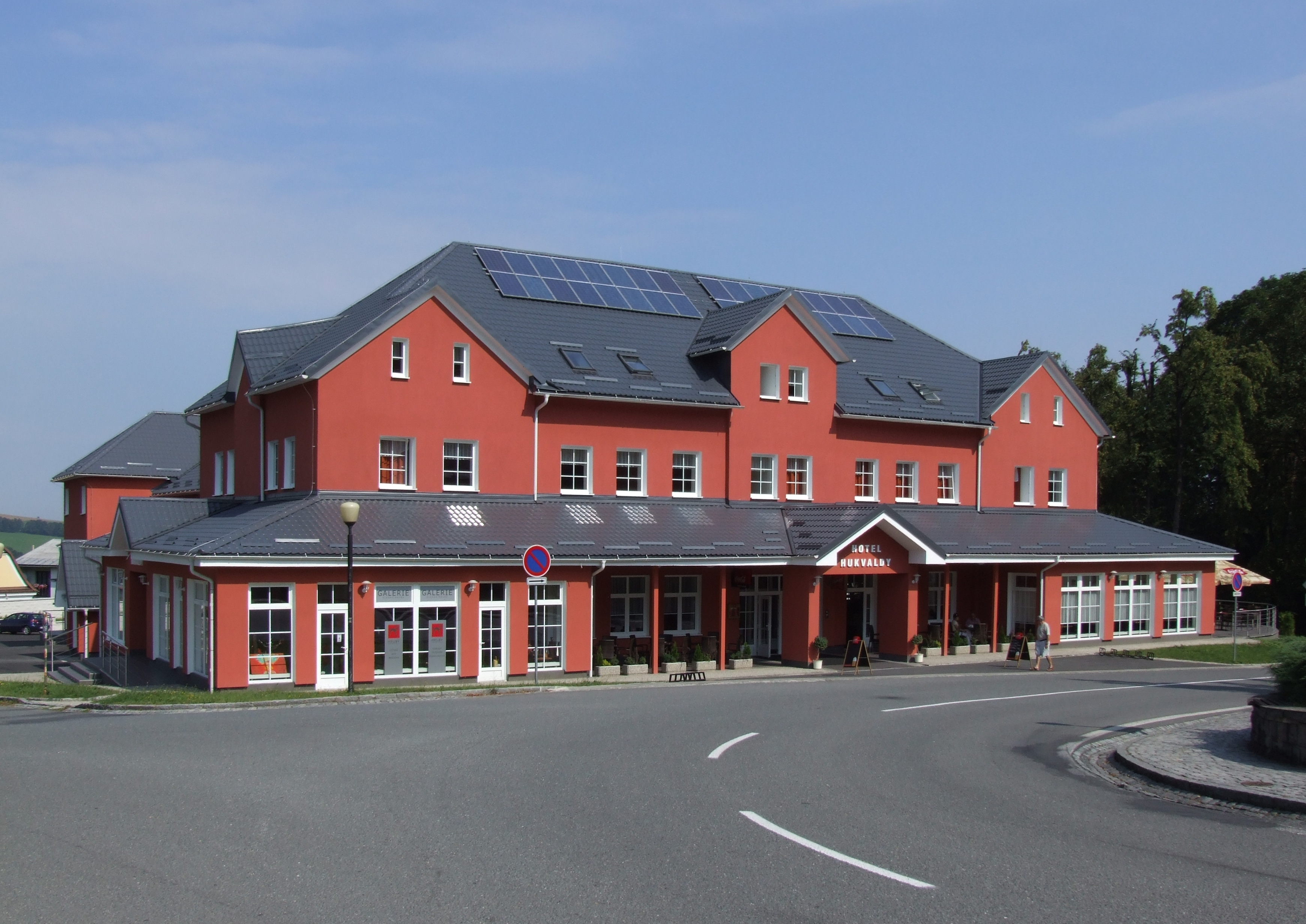
Hotel Hukvaldy
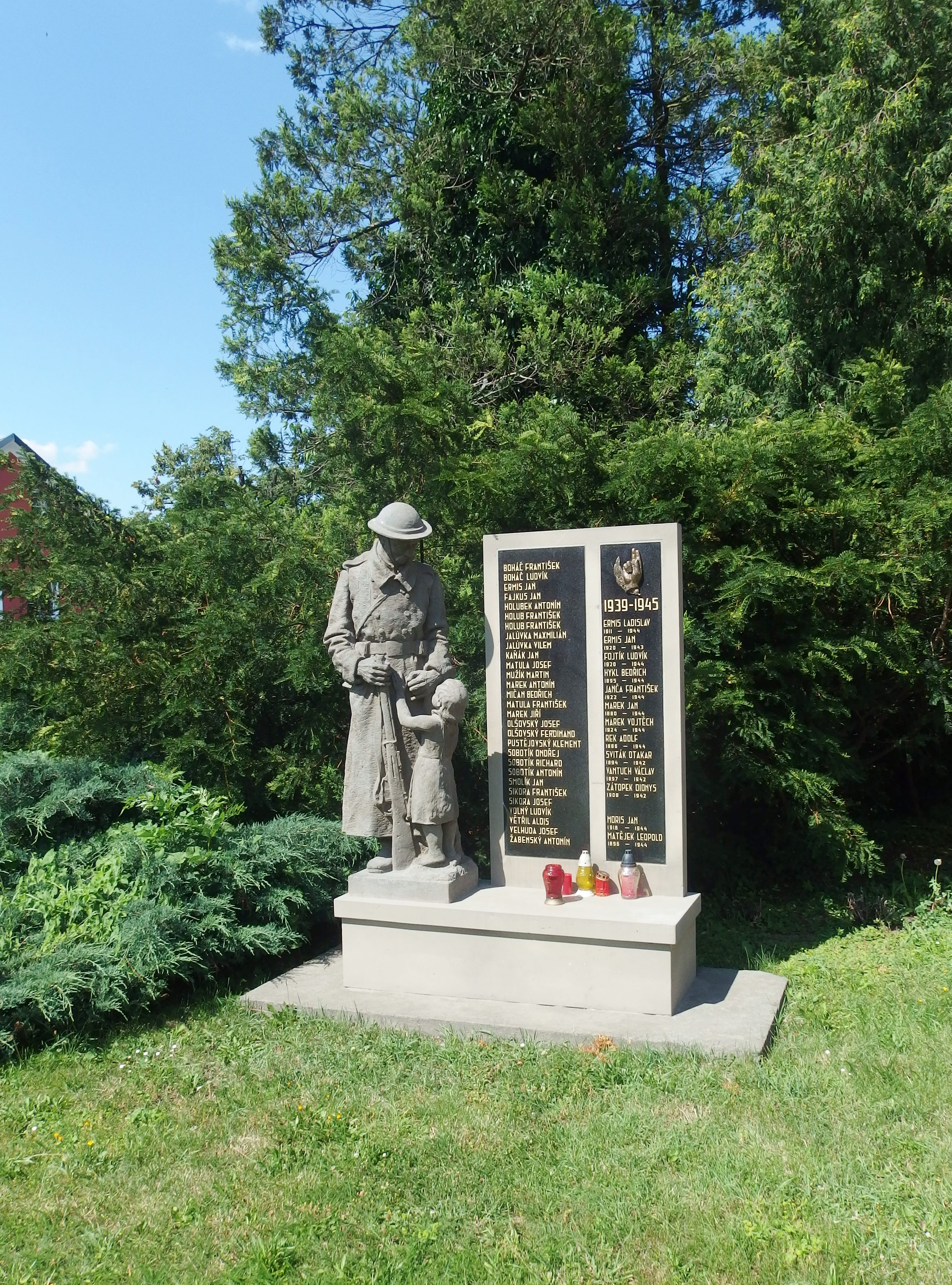
Pomník padlých